# Тирума, Элиза
Э́лиза Тирума (также известная как — Ца́уце) (латыш. Elīza Tīruma; род. 21 августа 1990, Сигулда, Рижский район) — латвийская саночница, бронзовый призёр Олимпийских игр 2014 года в эстафете, призёр чемпионатов мира и Европы.

## Личная жизнь
Сестра Майи Тирумы.
В 2015 году вышла замуж за Роберта Цауце, развелась в 2020 году.